# يانوش ريغر
يانوش ريغر (بالبولندية: Janusz Andrzej Rieger)‏ هو لغوي بولندي، ولد في 20 سبتمبر 1934 في كراكوف في بولندا.